# Крочета дел Монтело
Крочета дел Монтело је насеље у Италији у округу Тревизо, региону Венето.
Према процени из 2011. у насељу је живело 5709 становника. Насеље се налази на надморској висини од 152 м.

## Становништво
| 1951. | 1961. | 1971. | 1981. | 1991. | 2001. | 2011. |
| ----- | ----- | ----- | ----- | ----- | ----- | ----- |
| 5.935 | 5.573 | 5.662 | 5.748 | 5.662 | 5.709 | 6.029 |